# Vivaldi (preglednik)
Vivaldi je besplatni višeplatformski internetski preglednik koji razvija tvrtka Vivaldi Technologies. Tvrtku su osnovali Tatsuki Tomita i Jon Stephenson von Tetzchner u Oslu, Norveškoj, a potonji je također suosnovao i vodio tvrtku Opera Software. Tvrtku koja razvija Operu su u 2014. napustili nekolicina od 20 zaposlenika da bi mu se pridružili, a verziju 1.0 su izdali 6. travnja 2016.
Od rujna 2021. Vivaldi je zadani preglednik na korisničkoj verziji Manjaro Linuxa, na koju odluku neki podržavatelji otvorenog koda nisu zadovoljni.

## Povijest
Vivaldi je započet kao virtualna zajednica koja je zamijenila "My Opera" virtualnu zajednicu koju je Opera Software ugasio. Jon Stephenson von Tetzchnera je ta odluka razljutila jer je imao mišljenje da je Operu pomagala izgraditi njezina zajednica. U ranoj je fazi preglednika odlučio otvoriti internetski forum i blog za registrirane korisnike. 27. siječnja 2015. tvrtka izdaje prvu inačicu za tehnološki pretpregled budućeg preglednika. Ime je inspirirano po talijanskom skladatelju Antoniju Vivaldiju.

## Značajke
Glavna namjera Vivaldija je da se preglednik prilagodi korisniku, ne suprotno. Na prvu nudi jednostavni odabir između minimalističkog, klasičnog ili ispunjenog izgleda sučelja, uvoz oznaka iz drugih preglednika i odabir teme. Kasnije se u postavkama može naći mnogo detaljnih prilagodbi za podešavanje kako korisniku odgovara.
Osim vizualne prilagodljivosti predlaže i mnoštvo značajki i alatki za napredniji rad. Kako koristi Chromium kodnu bazu, podržava većinu ekstenzija (proširenja) kao i Google Chrome. Iz Opere uzima i unapređuje brzo biranje i bočne panele, te podržava popločavanje kartica za višestruki pregled stranica. Zbog tečnosti i bržeg surfanja ima mnogo vrlo podesivih tipkovnih prečaca i mišnih gesta, poput nadimaka tražilica i brzih komandi (odabir bilo koje značajke u dva poteza).
Također je tu i blokiranje oglasa, pratilica, kolačića i ovlaščenje pojedinih servisa poput Googleovih kojima preglednik pristupa. Novim ažuriranjima se dodaju nove značajke, kao što je automatsko strojno prevođenje, kalendar s bilješkama, pregled RSS vijesti i lokalna ili poslužiteljska elektronička pošta.